# Pseudoangustidontus
Pseudoangustidontus (лат.) («ложный Angustidontus») — вымерший род гигантских артропод (членистоногих) из семейства Hurdiidae отряда Radiodonta, обитавших в раннем ордовикском периоде (тремадокский век). Ископаемые остатки найдены в Марокко. В состав рода входят виды P. duplospineus и P. izidigua, а также образцы, которые затруднительно отнести к одному из них. Это животное известно только из формации Фезуата — местонахождения окаменелостей в Марокко лагерштеттного типа, благодаря чему образцы из этого места сохранились исключительно хорошо. Из-за неполноты остатков классификация животного долго обсуждалась, но находка более полных окаменелостей позволила идентифицировать их как передний придаток представителя Radiodonta.

## Описание
- Реконструкция переднего придатка P. duplospineus
- Реконструкция переднего придатка P. izdigua
- Реконструкция переднего придатка Aegirocassis для сравнения

Pseudoangustidontus описан только по остаткам передних придатков, за исключением MGL 108047_1 — голотипа P. izidigua с сохранившейся частью панциря. У P. duplospineus имелись парные щетинки, чередующиеся по длине (короткие/длинные), в то время как на переднем придатке P. izdigua расположены эндиты с щетинками одинаковой длины.

## Классификация
- P. duplospineus
- Придаток доисторического ракообразного Angustidontus
- Реконструкция Angustidontus
- Aegirocassis — возможный родственник Pseudoangustidontus

На момент описания в 2006 году единственными известными окаменелостями этого рода были изолированные придатки, снабжённые большим количеством шипов. По этой причине таксономия данного артропода оставалась предметом споров: выдвигались предположения о родстве животного с эвриптеридами, Radiodonta или ракообразными. В обзорной статье 2023 года Pseudoangustidontus определили как вероятного представителя семейства Hurdiidae. В другой статье того же года с описанием новых окаменелостей было обнаружено, что этот род тесно связан с Aegirocassis — представителем Radiodonta того же возраста и из тех же мест. Оба животных включены в подсемейство Aegirocassisinae.

## Палеоэкология
Предполагается, что Pseudoangustidontus являлся похожим на Aegirocassis фильтратором, который использовал многочисленные щетинки на своих передних придатках в качестве сетки для ловли микроорганизмов. Размер щетинок и ячеек передних придатков Pseudoangustidontus составляет около 0,5 мм, что немного меньше, чем у Aegirocassis (0,56 мм), оба рода, вероятно, питались мезопланктоном. Однако у экземпляра P. izdigua обнаружена застрявшая в щетинках неопознанная раковина или панцирь диаметром около 3 мм, что позволяет предположить питание и более крупной добычей.